# Bilieu
Bilieu là một xã thuộc tỉnh Isère, vùng Rhône-Alpes đông nam nước Pháp. Xã này nằm ở khu vực có độ cao từ 488-810 mét trên mực nước biển.
- Lac de Paladru